# 雅加達明燈
雅加達明燈為印尼籃球俱樂部，成立於1987年。
2024年雅加達明燈在亞洲籃球冠軍聯賽資格賽以六戰全勝之姿晉級到會內賽，但最終失利，在本土聯賽部分，連續四年挺進印尼籃球聯賽總決賽，最終以2比1擊敗對手，奪下自1990、1992以及2017年以來，第四座本土聯賽冠軍。